# كوب (سويسرا)
كوب هي شركة سويسرية، وتعتبر ثاني أكبر شركة للتجارة بعد ميغرو، ومقرها ببازل.